# 内田早紀
内田 早紀（うちだ さき、6月8日 - ）は、日本の漫画家。既婚・子持ち。女性。他のペンネームは二郷朔美（にごうさくみ）、内田渦子（うちだうずこ）など。
宮城県出身。1996年、二郷朔美名義で花とゆめ23号から『ロボット・ショック』でデビューする。

## 作品
- 『ロボット・ショック』（1996年）
- 『家庭のゴタゴタ』（1997年、花とゆめ、読みきり）
- 『暗い人々』 （1998年、読みきり）
- 『さすらい青春相談所』（1998年）
- 『殻の乙女』（2000年）
- 『THEアイドル』（2001年）
- 『なんでもマン』（2001年）
- 『めざめの夏』（2002年、読みきり）
- 『PARTY パーティー』（原作:阿部秀司、講談社、イブニング、全2巻)
  1. ISBN 978-4063521573
  2. ISBN 978-4063521733
- 『ももの家』（コミックマーブル）
- 2020年より　少年画報社『アウトドアごはん』(季刊コンビニコミック)に掲載中